# Fred Vargas
Fred Vargas, vlastním jménem Frédérique Audouin-Rouzeau (* 7. června 1957 v Paříži) je francouzská historička, archeoložka a spisovatelka.

## Životopis
Narodila se v rodině vědecké pracovnice a otce intelektuála. 'Fred' je zdrobnělinou od 'Frédérique' a 'Vargas' je umělecké jméno její sestry (dvojčete) Joëlle Vargas, která je současnou francouzskou malířkou.
Ve své tvorbě se převážně věnuje detektivnímu románu. Jednou z jejích nejznámějších postav je komisař Adamsberg. V další části svého díla se pak věnuje především období středověku a to především díky svým hlubokým odborným znalostem získaným během zaměstnání v Národním výzkumném centru (fr. Centre national de la recherche scientifique), častěji označovaném pouze zkratkou CNRS.

### Tři Evangelisté
- Debout les morts, Éd. Originale Viviane Hamy, 1995 / Editions 84, 2000, (Prix Mystère de la critique 1996) / česky Tři evangelisti, Garamond, 2010
- Un peu plus loin sur la droite, Éd. Originale Viviane Hamy, 1996 / česky O kousek dál napravo, Garamond 2011
- Sans feu ni lieu, Éd. Originale Viviane Hamy, 1997 / J'ai lu, 2001

### Adamsberg
- L'Homme aux cercles bleus, Éd. Originale Viviane Hamy, 1996 / česky Muž s modrými kruhy, Garamond, 2006
- L'Homme à l'envers, Éd. Originale Viviane Hamy, 1999 / česky Muž naruby, Garamond, 2006 (román získal cenu Grand Prix du roman noir de Cognac 2000)
- Pars vite et reviens tard, Éd. Viviane Hamy, 2001 / česky Uteč rychle a vrať se pozdě, Mladá fronta, 2003 (cena Prix des libraires)
- Coule la Seine, J'ai lu, 2004 / česky A Seina teče, Garamond, 2008
- Salut et liberté, Éd. J'ai lu 2004 / česky in A Seina teče
- Sous les vents de Neptune , Éd. Feryane, 2004 / česky Neptunův trojzubec, Garamond, 2007
- Dans les bois éternels, Éd. Viviane Hamy, 2006 / česky Špetka věčnosti, Garamond, 2007
- Un lieu incertain, Viviane Hamy, 2008 / česky Záhada mrtvých nohou, Garamond 2013
- L'armée furieuse, Viviane Hamy 2011 / česky Kavalkáda mrtvých, Garamond 2015.

### Další
- Les Jeux de l'amour et de la mort, Éd. Originale, 1986 / Le masque, 1997 (Prix du festival de Cognac)
- Ceux qui vont mourir te saluent, Éd. Originale Viviane Hamy, 1987 / J'ai lu, 2001
- Les quatre fleuves, Éd. Viviane Hamy, 2000 (Prix Alph-Art du meilleur scénario au festival d'Angoulême 2001)
- Petit Traité de toutes vérités sur l'existence, Éd. Viviane Hamy, 2001 (Essay)
- Critique de l'anxiété pure, Éd. Viviane Hamy, 2003
- La Vérité sur Cesare Battisti (1954-)|Cesare Battisti, Éd. Viviane Hamy 2004, collection Bis (poche)